# Кавал
Кавалът е музикален инструмент от групата на дървените духови инструменти.
Характерен за българската фолклорна музика. Среща се в почти всички фолклорни области, като е неразделна част от народното творчество на Тракия, Лудогорието и Добруджа.

## Историческа справка
Названието кавал идва от турската дума кавал, която значи „дълга дървена овчарска свирка за надуване“. Установяването на точния произход на кавала е доста трудно, тъй като историческите данни за неговата родина и първоначален вид са доста оскъдни. Като негови предшественици могат да се посочат някои от египетските, сирийските или по-късните гръцки духови музикални инструменти. Негови прототипи са съществували преди новата ера.

Смята се, че първоначално овчарите са използвали кухи дървени пръчки, за да възпроизвеждат звук, с който да въздействат на стадата. Кавалът е стар тракийски музикален инструмент. Най-вероятно това е най-първичният духов инструмент в света. Подобни инструменти са намирани при разкопки по поречието на Тигър и Ефрат, където възникнали най-ранните цивилизации. Също такива инструменти са намирани и в Египет при разкопки, които в днешен Египет са част от традиционните инструменти. Разликите между инструментите предшественици и кавалът е само дължината на тръбата и наличните отвори

## Устройство
Представлява цилиндрична триставна дървена тръба. Горната част е със заоблен край и служи за наустник. Средната част има 8 отвора за пръстите, долната е с резонаторни отвори – душници. Устройството му е изключително просто – на практика това е една куха тръба с редица отвори. В днешно време кавалът е съставен от 3 части, които се сглобяват. В долния край на първите две части има намотка на конци, която има за цел да уплътнява по-добре сглобките. Материалът, от който най-често се изработва кавалът е дрян, бадем, кайсия, чемшир, а също така и от висококачествения материал Гренадила-African blackwood, Dalbergia melanoxylon. Дървото трябва да е здраво, плътно, лишено от пори, за получаване на дълбок и чист звук.

## Звукоизвличане
Звукът се произвежда чрез странично духане в наустника. Използва се като солов инструмент, в народни оркестри и ансамбли. Има мек и приятен тон, поради което е възпят в народните песни като „меден кавал“. Той е неразделен другар на българските овчари.
Извличането на звук и тон от кавала е изключително трудно. Техниката на духане е свързана със създаване на завихряне в тръбата, под ъгъл около 30 градуса от устата, от което се получава необходимия тон. В училищата, в които се преподава този инструмент се изисква желаещите да свирят на него да имат навършени поне 14 години, тъй като за по-малки деца, свиренето би коствало огромно усилие. При някои ученици издаването на добър тон от кавала е свързано с месеци упорит труд.
В свиренето на кавал се използва и техниката на верижно дишане – това е техника, при която въздуха циркулира свободно от носа пред дробовете и устата, създавайки усещане за непрекъснато протяжно свирене и ромолене на река. Упражнение за това е потапянето на сламка в чаша вода и пускане на мехури във водата, като целта е мехурите да излизат за продължително време без прекъсване.
Дървеният кавал се поддържа като се смазва периодично с растително масло, най-често зехтин или бадемово масло. Процедурата се извършва като напоеното с масло парцалче се прокарва с помощта на дълга и тънка пръчка (китайски пръчици за хранене) във вътрешността на 3-те части на кавала, по цялата му външна повърхност, както и по конците. Така обработеният кавал се оставя да престои една нощ и на сутринта се отстранява излишната мазнина. Тази профилактика запазва инструмента по-дълго време здрав и предпазен от влагата, която се отделя от устата на музиканта, докато свири. Възможно е ден след „смазването“ кавала да не звучи напълно вярно, но на другия ден, когато цялата мазнина е добре абсорбирана от дървото, кавалът звучи изключително добре.
Инструментът е претенциозен и не бива да се държи на студено, тъй като е възможно да се сцепи. Озвучаването на инструмента на концерти може да стане по 2 начина с ползване на 1 микрофон, който се наглася близо до устата на изпълнителя – от там излиза основният звук или чрез ползването на няколко микрофона, които се позиционират на няколко места в стаята и в близост до изпълнителя.
Кавалът е уникален с това, че притежава много тембъри, които звучат като различни инструменти, и се постигат единствено благодарение на майсторството и уменията на изпълнителя да пренадува и дозира точното количество въздух в инструмента. Нисък тембър при ре кавала започва от ре на голяма октава и стига до си на голяма октава. Този тембър звучи като пращене и свистене на вятър омекотено от дървото. „Каба“ – това е тембър в който тона се образува от 2 тона в които те звучат в перфектна хармония и резонанс това са тоновете от голяма октава и 1-ва октава, като интервала между тях е октава. Единствено и само кавала може да свири каба, другите тембъри могат да бъдат сбъркани с флейти или други инструменти.
Съществува и нов тембър, който е известен като тембъра „тромпет“ при този тембър се свири както при тромпет (звукът се произвежда с устни като при тромпет, кавалът е изправен спрямо устните), като тонът получен при обичайната пръстовка е с 13 полутона по-нисък, при същото положение на пръстите (или 7 тона и половина). Високите тембъри на кавала наподобяват звука на флейтата и се постигат с 2 или 3 пренадувания. Най-високите тонове, които могат да се вземат, са от 3-та, даже и 4-та октава, но при всеки музикант тези умения са индивидуални.

## Видове кавали
Познати са няколко вида кавали: Ре кавал, До кавал, Си бемол кавал, Ла кавал и Ми кавал. На Ла кавал се свири изключително трудно, поради големината на инструмента. При него началният тон е Ла на голяма октава. Най-често използваните са Ре, До и Си бемол кавалите.

## Разпространение
Познат е в България, Турция, Северна Македония, Северна Гърция (кавали или джамара), Косово, Албания, Южна Румъния, Армения (блур) и Кюрдистан (блул).

## Известни български кавалджии
- Александър Донев
- Владимир Величков
- Батухан Айдън
- Драган Карапчански
- Любен Досев
- Матьо Добрев
- Никола Ганчев
- Николай Докторов
- Недялко Недялков
- Стоян Величков
- Стоян Чобанов
- Теодосий Спасов
- Костадин Генчев

## Майстори на български народни музикални инструменти
В днешно време все по-малко хора правят български народни инструменти, които да съответстват на изискванията за качество и вярно звучене.